# Alexander-von-Humboldt-Gebirge
Das Alexander-von-Humboldt-Gebirge ist eine Gebirgsgruppe in der Antarktis und Teil des Wohlthatmassivs, zu dem auch die Petermannketten und das Otto-von-Gruber-Gebirge gehört. Es befindet sich im zentralen Königin-Maud-Land und erreicht Höhen von  knapp 2900 Metern. Das Alexander-von-Humboldt-Gebirge wurde von der Deutschen Antarktischen Expedition 1938/39 unter der Leitung von Alfred Ritscher entdeckt, mit Hilfe von Luftaufnahmen dokumentiert und nach dem deutschen Forschungsreisenden Alexander von Humboldt (1769–1859) benannt.

## Berge
- Taborovskiy Peak, 2895 m
- Skeidsnutane, 2885 m
- Skarshovden, 2830 m
- Eckhörner (norw. Hjørnehorna), 2223 m
- Altar (norw. Altaret), 2200 m
- Lose Platte (norw. Lausflæet), 2130 m